# نوگلیم
نوگلیم جماعت و شهرکی در شمال غربی تاجیکستان است که در ناحیهٔ اسفره ولایت سغد قرار دارد. جمعیت این جماعت ۲۸٬۳۱۱ نفر است.